# Kameshkovo

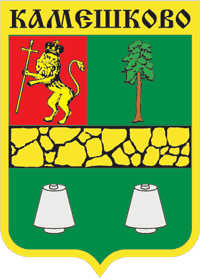
Brasão de armas de Kameshkovo

Kameshkovo (Russo:Камешково) é uma cidade localizada na oblast de Vladimir, na Federação Russa, sendo que fica a 41 km da cidade de Vladimir. Sua população é de 14.161 habitantes (censo de 2001).
Foi fundada no começo do século XX como um assentamento perto de uma fábrica têxtil. Foi condecorada como cidade em 1951. Há nas redondezas uma pista de esqui.